# 巴氏夢角鮟鱇
巴氏夢角鮟鱇，為輻鰭魚綱鮟鱇目棘茄魚亞目夢角鮟鱇科的其中一種。分布於中東太平洋區的墨西哥海域，屬深海魚類，棲息深度約0至700公尺。

## 扩展阅读
維基物種上的相關：巴氏夢角鮟鱇